# Şehzade Mahmud Necmeddin
Şehzade Mahmud Necmeddin Efendi (turco ottomano: شہزادہ محمود نجم الدین; Istanbul, 23 giugno 1878 – Istanbul, 27 giugno 1913) è stato un principe ottomano, figlio del sultano Mehmed V.

## Biografia

### Origini
Şehzade Mahmud Necmeddin nacque il 23 giugno 1878 a Istanbul, nel Palazzo Dolmabahçe. Era figlio del futuro sultano ottomano Mehmed V, che salì al trono nel 1909, e della consorte Dürriaden Kadın. Nacque affetto da cifosi, cosa che preoccupava profondamente sua madre.
Venne circonciso con Şehzade Abdülkadir, figlio di Abdülhamid II.

### Vita pubblica
Dopo la salita al trono di suo padre Necmeddin affiancò i suoi fratellastri, Şehzade Mehmed Ziyaeddin e Şehzade Ömer Hilmi, negli impegni pubblici.
Il 13 giugno 1910 e il 5 giugno 1911 lui e i suoi fratelli ricevettero al treno loro cugino Şehzade Yüsuf Izzeddin, di ritorno dall'Europa, e il tra il 5 e il 26 giugno 1911 partecipò a una visita in Rumelia col padre e i fratelli.
Come figlio del sultano, gli vennero assegnati appartamenti a Palazzo Yıldız e a Palazzo Dolmabahçe, oltre a una villa privata a Kuruçeşme, dove fece costruire una fontana a memoria di sua madre, morta nel 1909.

### Vita privata
Necmeddin venne descritto come una persona dalla grande intelligenza innata e un conversatore brillante, oltre che grande appassionato di musica.
Aveva anche un viso attraente, ciononostante, soffriva di difetti fisici: oltre alla cifosi, era patologicamente obeso e aveva l'orecchio sinistro malformato e fuso col cranio. Per questo motivo, non gli venne concesso avere consorti e non ebbe figli.

### Morte
Necmeddin morì il 27 giugno 1913, a trentacinque anni, nella sua villa, per complicazioni cardiache legate alle sue condizioni di salute. Venne sepolto nel mausoleo Mehmed V.
Dopo la sua morte, la sua villa a Kuruçeşme venne assegnata a una delle sue matrigne, Kamures Kadın.

## Onorificenze
Şehzade Mahmud Necmeddin venne insignito delle seguenti onorificenze:
- Ordine della Casa di Osman
- Ordine di Osmanieh, 1ª classe
- Ordine di Medjidie, ingioiellato
- Medaglia Hicaz Demiryolu, oro